# Албрехт II (Хабсбург)
Албрехт II фон Хабсбург (на немски: Albrecht II von Hapsburg; * ок. 1080; † 14 юли 1140 или 1141) е граф на Хабсбург и фогт на Мури след брат му от 1111 до 1140/1141 г.

## Произход и наследство
Той е малкият син на граф Вернер I фон Хабсбург († 1096) и съпругата му Регилинда графиня на Баден (от род Ленцбург-Баден).
По-големият му брат е граф Ото II († 8 ноември 1111). Албрехт II фон Хабсбург умира без наследник. Наследен е от племенника му Вернер II († 1167).

## Фамилия
Албрехт II фон Хабсбург се жени за Юдента фон Ортенбург-Хирлинген, сестра на Улрих фон Хирлинген. Те имат един син:
- Улрих (умира преди баща си).